# Lipsothrix malla
Lipsothrix malla är en tvåvingeart som beskrevs av Alexander 1959. Lipsothrix malla ingår i släktet Lipsothrix och familjen småharkrankar.
Artens utbredningsområde är Nepal. Inga underarter finns listade i Catalogue of Life.